# Seguin (Texas)
Pour les articles homonymes, voir Seguin.
La ville de Seguin est le siège du comté de Guadalupe, dans l’État du Texas, aux États-Unis. Elle comptait 25 175 habitants lors du recensement de 2010.